# Вадо (Арецо)
Вадо је насеље у Италији у округу Арецо, региону Тоскана.
Према процени из 2011. у насељу је живело 83 становника. Насеље се налази на надморској висини од 239 м.